# Iglesia ortodoxa rusa de la Santísima Trinidad y Santísima Virgen de Kazán
La Iglesia Ortodoxa Rusa de la Santísima Trinidad y Santísima Virgen de Kazán (Iglesia ortodoxa rusa de Santiago de Chile) es un templo de la Iglesia ortodoxa rusa ubicado en la comuna de Ñuñoa, en Santiago de Chile. Forma parte de la Diócesis de Sudamérica, de la Iglesia Rusa en el Extranjero (ROCOR), en comunión con el Patriarcado de Moscú.
La comunidad está encabezada por el Obispo Juan Berzins de Caracas y Sudamérica; el párroco desde marzo del año 2022 es el Padre Padre Sergei Kazarin, quien trabaja con el Diácono Roberto León.

## Historia

### Antecedentes
Hay emigración rusa desde comienzos de los años '20, aunque la emigración más notable que se dio desde Rusia fue después de la Segunda Guerra Mundial. Consistía en un grupo de personas, formado principalmente por artistas, escritores y profesores universitarios. Alrededor de 700 inmigrantes llegaron a Chile en el año 1948 y otros durante la década de los 80.
Luego de la emigración rusa a Chile, formaron la actual comunidad de rusos en el exilio residentes en Chile. La comunidad rusa que habita en Chile conserva su cultura, manteniendo hasta la fecha sus ritos, costumbres y tradiciones, siendo fundamental la religión. Una vez instalados en Santiago, principalmente al sur de la capital y también en el sur de Chile (particularmente Concepción) comienzan a realizar sus primeras obras, entre las cuales se cuenta una iglesia y un cementerio. 
La primera comunidad Rusa-Ortodoxa fue fundada en 1933 con el nombre de "Iglesia de la Santísima Virgen de Kazán", y en su creación participaron los rusos que vivían en Santiago y el Padre Pablo Jury del Patriarcado de Antioquía. Entre 1946 y 1947 la feligresía, bajo el liderazgo del Padre Iliodor Antipov, logró construir su primer templo bajo el nuevo nombre de "Santísima Trinidad", el cual estaba ubicado en el barrio santiaguino de Patronato, y  que se convirtió en 1953 en la sede episcopal del Arzobispo Leonty (Filíppovich) hasta su fallecimiento en 1971. En 1948 se refundó la Iglesia de la Santísima Virgen de Kazán, cobijándose en el local de la organización social llamada "Unión de los Rusos de Chile", hasta su cierre durante el gobierno del presidente Salvador Allende, durante el cual gran parte de la colonia rusa abandonó el país. Tras ello, los rusos blancos de Chile decidieron unirse en una parroquia que fuera sucesora de las dos anteriores.

### Construcción de la iglesia
El objetivo principal fue crear un punto de unión, en donde los fieles rusos se reunieran a orar, que reemplazará a la histórica Catedral Rusa de la Santísima Trinidad, ubicada en el barrio Patronato y a la desaparecida Parroquia de la Santísima Virgen de Kazán, fusionadas durante la década de 1970.
La iglesia se construyó entre los años 1975 a 1980, por los mismos fieles rusos, quienes, por falta de recursos redujeron la arquitectura.
Dado el fallecimiento de su arquitecto original, el ruso Jorge Schroeter, en febrero de 1976, cuando recién se habían iniciado los trabajos, la obra estuvo a cargo del Ingeniero Calculista ruso Román Epplé. En la elaboración del proyecto participó activamente la comunidad presidida por el Archimandrita Benjamín Wosniuk, Rector de la Iglesia en esa época.

## Arquitectura

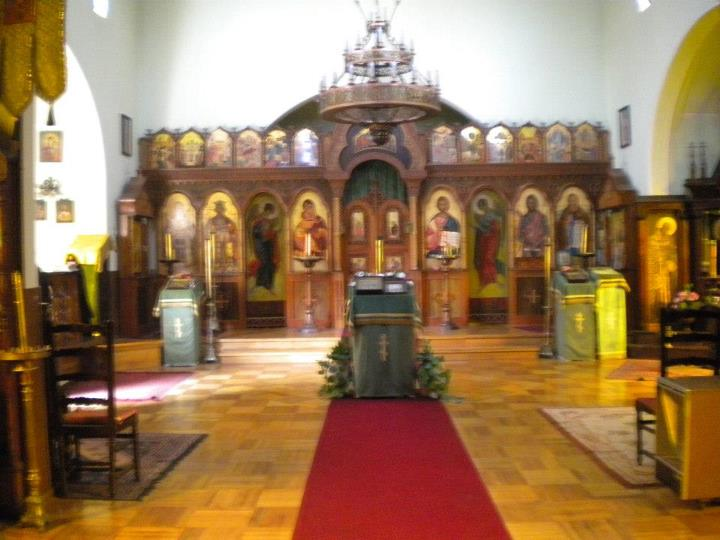
Presbiterio.

Es un templo con 144 m² edificados. Su arquitectura está inspirada en los motivos arquitectónicos propios de la arquitectura ortodoxa rusa de la zona de Pskov de los siglos XII y XVI. Los domos, cúpulas bulbosas, que tienen un origen del diseño bizantino, para la tradición ortodoxa rusa simbolizan el cielo. Se puede observar la pérdida de una gran cantidad de elementos decorativos que caracterizaban la construcción de sus iglesias en la época zarista, probablemente esto se debió al régimen comunista bajo el cual se encontraba Rusia en esos años, sumado a la falta de recursos de parte de la comunidad que habitaba en Chile, debido al poco tiempo de asentamiento en nuestro país. Las alturas de la construcción son las que determinan los distintos espacios de la iglesia. 
Junto a la iglesia se edificó después de 1980 la llamada "Casa Rusa", como reflejo de la antigua sede social que tuvieron los rusos en Santiago entre las décadas del 40 y de 1970, bajo la denominada "Unión de los Rusos de Chile", que cuenta con dependencias para celebraciones de la comunidad, como una Sala de Asambleas, una Biblioteca y departamento para el cuidador, entre otros recintos.

## Partes de la iglesia

### La cúpula
Este elemento arquitectónico lo heredó la tradición rusa del Imperio bizantino, pero fue en Rusia donde las cúpulas adquirieron un simbolismo particular y se desarrollaron en diferentes formas y cuyo número tiene un simbolismo especial. En esta iglesia, en forma particular, hay una Cúpula bulbosa coronada con una cruz, que simboliza a Cristo, la cual es la forma más popular en los templos en Rusia, que se asemeja a la llama de la candela, como las decenas de velas que se prenden en la iglesia.

### Santuario
Lugar en el que se sitúa el altar y la Mesa de la Preparación; siempre se encuentra en la parte Oriental del edificio. El objeto más importante dentro del Santuario es el altar. Sus íconos fueron parte de la antigua Iglesia de la Santísima Trinidad de Patronato, incluyendo aquellos que eran parte de su antiguo iconostasio, que datan de 1934.

### Iconostasio
Fue diseñado en 1979 por Román Epplé y trabajado en madera de roble; en dicho iconostasio hay tres puertas, la más importante se llama la puerta del zar (o "Puerta Real"). A través de ella pueden pasar solo el sacerdote y el Obispo durante el servicio. En la puerta están pintados los cuatro evangelistas y la Anunciación, y sobre la puerta se representa la Última Cena. Las otras dos puertas, en las que están pintados los arcángeles, fueron realizados por el artista ruso Sergio Baikalov en la década de los 50' para la Iglesia de la Santísima Virgen de Kazán, y las usan diáconos y otros clérigos. 
Un iconostasio completo tiene cinco filas de íconos, este tiene solo dos; la primera fila cuenta con íconos realizados por Irina Borodaevskaia, donde junto a Cristo Todopoderoso y a la Virgen de Vladimir, se encuentran San Juan de Kronstadt, San Vladimir Príncipe de Kiev, San Juan Bautista y San Sergio de Radonezh. En la segunda fila están las doce grandes fiestas del año litúrgico, más la Última Cena en el centro. Al final del Cliros (coro) se encuentran hornacinas con las imágenes de San Nicolás de Myra y la Santísima Trinidad.

### Nave Central
Posee una nave y un transepto, estos forman una cruz y arriba en el centro se encuentra la cúpula bulbosa con la frase "Que todo mortal guarde silencio y esté de pie con temor y temblor" escrita en idioma y escritura eslavónicas. Posee íconos realizados principalmente por Sergio Baikalov y Vadim Feodorov que pertenecieron a la antigua iglesia de la Virgen de Kazán, e íconos realizados por la monja Juana (Yaghnam) para el templo de Patronato, y una plataforma para el coro en el lado norte. El mobiliario de esta nave proviene de las antiguas iglesias de la Santísima Virgen de Kazán y de la Santísima Trinidad y junto a los íconos destaca una placa en memoria del Zar Nicolás II de Rusia y del Rey Alejandro I de Yugoslavia, develada en 1954. 

### Atrio o Vestíbulo (Endonárthex)
Representa la parte que se inicia en el frontón del templo y que finaliza al inicio de la nave central; en este caso se utiliza para la venta de íconos, libros religiosos, velas y otros artículos. Allí se ubica, en su esquina nororiente, la mesa para los responsos de difuntos, junto a la cual hay una placa conmemorativa destacan una placa memorial del llamado "Cuerpo Ruso" de militares Rusos Blancos y de los rusos caídos en las dos guerras mundiales. Los íconos de San Sabas de Serbia, San Nicolás de Myra y del Esposo está atribuidos a Vadim Feodorov, y realizados hacia 1949. 

### Otras
- Campanario: Compuesto por tres arcos en su parte superior, cada uno de ellos contiene una cúpula bulbosa más pequeña, en donde la cúpula central es más alta y alargada. Cuenta con 8 campanas de diferente procedencia.
- Arcos: La iglesia posee arcos de medio punto, en su entrada, vanos y campanario.
- Vitrales: Posee vitrales sencillos de colores en la anteiglesia y el transepto, sin imágenes.

## Rectores y Clérigos
Como Iglesia de la Santísima Virgen de Kazán:
- Padre Pablo Jury Gadón (1934-1937)
- Padre Iliodoro Antipov (1934-1947)
- Arcipreste Vladimir Uliantzeff (1948-1971)
- Arcipreste Nicolás Kashnikov (1948-1951)

Como Iglesia de la Santísima Trinidad:
- Arcipreste Iliodoro Antipov (1940-1957)
- Arcipreste Nicolás Dombrovsky (1948-1953)
- Arcipreste Nicolás Kashnikov
- Archimandrita Benjamín Wosniuk (1953-1980)

Como Iglesia de la Santísima Trinidad y la Santísima Virgen de Kazán
- Archimandrita Benjamín (Wosniuk) (1980-2015)
- Padre Dušan Mihajlović (2015-julio de 2018) (párroco en ejercicio, no titular)
- Vacante (julio de 2018-marzo de 2022)[1]
- Padre Sergei Kazarin (marzo de 2022-presente)